# Max Merz
Max Edler Merz (1758 - 1807) Estudiant de la Universitat d'Ingolstadt que va participar amb Adam Weishaupt en la fundació dels Illuminati.
Durant la seva etapa com a estudiant va ser seduït per la ideologia del professor Adam Weishaupt, que el va convèncer per donar-li suport i d'aquesta manera crear els Illumina de Baviera. Va ser una de les persones que va acompanyar a Weishaupt en la famosa nit de Walpurgis de 1776, en la qual neix l'ordre.
Max Merz va tenir la idea de fer creure als nous adeptes que l'ordre eren molt antiga i que hi havia més jerarques fora d'Ingolstadt i damunt del professor Weishaupt.
El sobre nom de Merz dins dels Illuminati era el de Tiberius.